# Ennearthron robusticorne
Ennearthron robusticorne is een keversoort uit de familie houtzwamkevers (Ciidae). De wetenschappelijke naam van de soort werd in 1996 gepubliceerd door Kawanabe.